# Rock-Star
Rock-Star (estilizado como 樂-STAR) es el octavo EP en coreano (y el decimotercero en general) del grupo surcoreano Stray Kids, publicado el 10 de noviembre de 2023, por JYP Entertainment y Republic Records, cinco meses después del lanzamiento de su tercer álbum de estudio 5-Star (2023). Basado en la expresión en coreano que significa «emociones», huiroaerak, 3Racha, junto con su equipo interno de producción, trabajaron en el EP con Versachoi, Cubeatz, Willie Weeks, Millionboy, Nickko Young, y Jun2. El EP se compone de 8 temas, incluyendo «Lalalala» como sencillo principal, y la versión en coreano de «Social Path», junto con la cantautora japonesa Lisa. Comercialmente, Rock-Star encabezó las listas de éxitos nacionales en Corea del Sur, Austria, Japón, Hungría, Polonia y los Estados Unidos.

## Antecedentes
El 1 de enero de 2023, Stray Kids publicó el video Step Out 2023, destacando sus logros de 2022 y sus planes para el nuevo año, incluyendo el lanzamiento de dos álbumes nuevos. El primer álbum del grupo de 2023 fue su tercer álbum de estudio 5-Star, publicado el 2 de junio. El álbum encabezó varias listas nacionales incluyendo Francia, Corea del Sur, y los Estados Unidos, y fue certificado cinco veces millón por la Korea Music Content Association (KMCA). Para promocionar el álbum, Stray Kids se embarcó en su gira 5-Star Dome Tour en Corea del Sur y Japón desde agosto hasta octubre. Durante la gira, el grupo también publicó su tercer EP en japonés, Social Path / Super Bowl (Japanese Ver.) el 6 de septiembre.
El 19 de septiembre de 2023, el sitio de noticias Joynews24 reportó que Stray Kids tiene programado el lanzamiento de un nuevo álbum en noviembre. Posteriormente, JYP Entertainment confirmó la noticia.El 6 de octubre, el grupo anunció Rock-Star a través de un video introductorio de un minuto y medio. Narrado por la voz «tranquila» de Felix y la voz «maníaca» y «dramática» de Bang Chan, el video se enfoca en un niño, un trompetista de una banda de marcha, quedándose dormido mientras espera una presentación, expresando su agitada emoción. La escena cambia a Stray Kids robando un banco vestidos de payasos junto con un grupo de nubes, convirtíendose en piratas enojados en un barco, y mirando tristemente el reloj. En cuanto el niño y su compañero de banda entran al escenario, comienza a tocar fuertemente la guitarra eléctrica inspirada por el rock, y Felix y Bang Chan gritan al mismo tiempo: «Let's show them how we rock!» (en español: «¡Demostrémoles como roqueamos!».
El título en coreano del EP, 樂-Star, es un juego de palabras con el título en inglés Rock-Star, en el que la pronunciación sinocoreana 樂 (rak) es similar a rock. Por su «relación cercana» con el álbum anterior, tal como describen los miembros, Rock-Star muestra más «energía indomable» que el «color único» de 5-Star. El concepto de Rock-Star está basado en la expresión en coreano de cuatro caracteres, huiroaerak (en hangul, 희로애락; en hanja, 喜怒哀樂; literalmente, «alegría, rabia, pena, placer»), que representa varias emociones desde el punto de vista del grupo.

## Música y letras

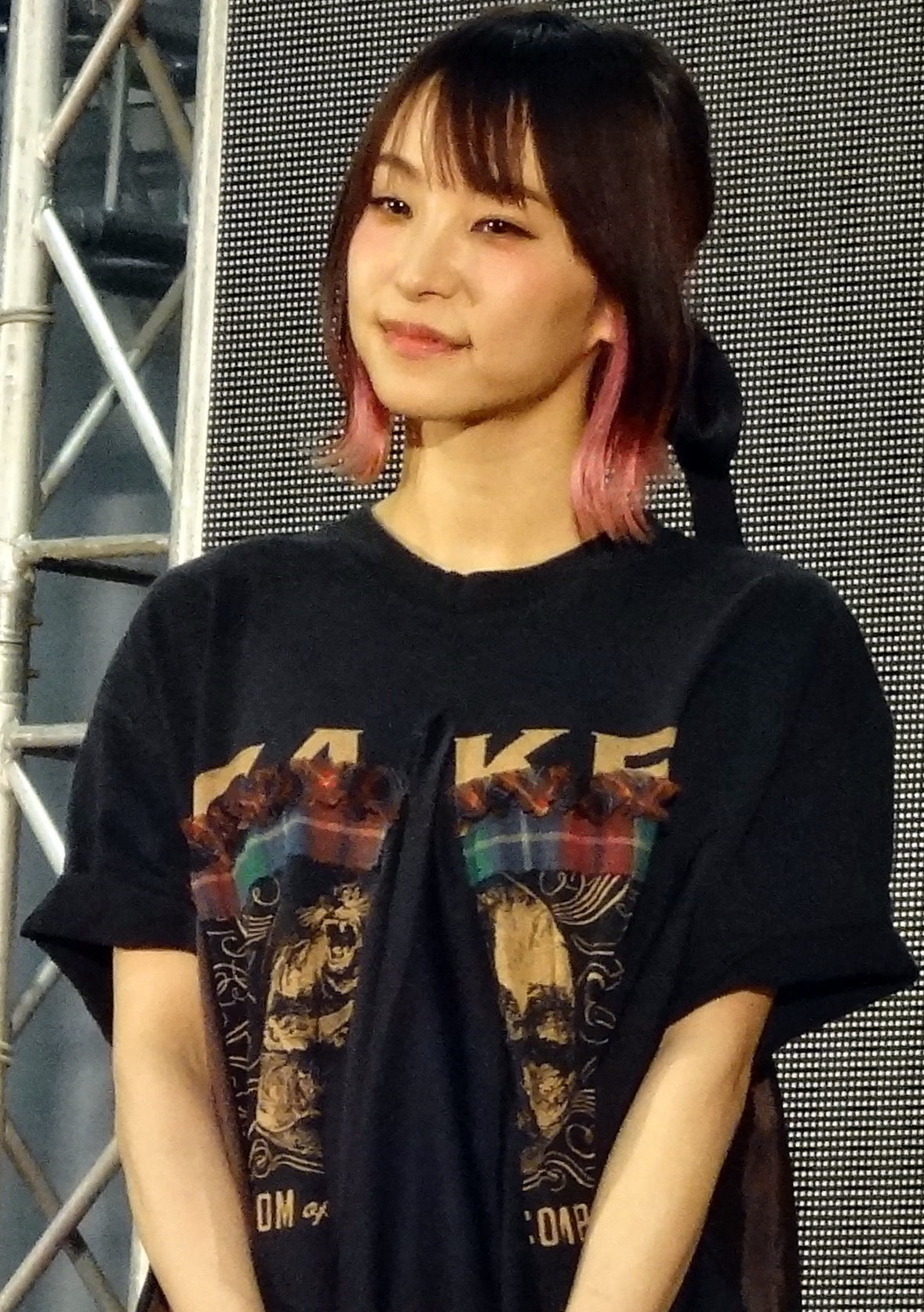
La cantautora japonesa LiSA (en la imagen) aparece en «Social Path».

Rock-Star consiste de ocho temas con una duración total de 25 minutos y 27 segundos. El EP fue descrito como un «álbum poderoso, que añade fuerza y energía al espíritu [de Stray Kids]», destinado a «ir más allá de cualquier evaluación», y mostrando «el aspecto de una estrella de rock y la libertad que late en el interior [del grupo],» así como «el placer continúa pase lo que pase». Crystal Bell de Teen Vogue mencionó a Rock-Star como el EP que «encuentra a Stray Kids ampliando su espectro de creatividad a la vez que revisitan sus raíces más rebeldes».
3Racha, el equipo interno de producción compuesto por los miembros de Stray Kids Bang Chan, Changbin y Han, escribieron y produjieron todas las canciones del álbum, y el miembro Hyunjin coescribió el quinto tema «Cover Me» con Bang Chan. Otros colaboladores incluyen a Choi Seung-hyuk (Versachoi), Cubeatz, Luis Bacque, Willie Weeks, Millionboy, Nickko Young, y Jun2. La cantautora japonesa Lisa colaboró en el séptimo tema «Social Path», grabado en coreano en vez de japonés, el cual fue originalmente incluido en el EP en japonés del grupo, Social Path / Super Bowl (Japanese Ver.).

## Lanzamiento y promoción
Rock-Star fue publicado el 10 de noviembre de 2023. La preventa del EP comenzó el mismo día del lanzamiento del video introductorio, el cual está disponible en cinco ediciones: la limitada «Star», y las cuatro estándar «Rock», «Roll», «Postcard», y «Headliner». La lista de canciones del EP, el planificador, y la portada digital fueron publicados a través de las redes sociales el 9 de octubre, confirmando a «Lalalala» como sencillo principal, así como su versión en rock, junto con la versión en coreano de «Social Path». Los dos temas, «Megaverse» y «Leave» fueron anunciados a través de los videos Unveil: Track el 20 y 24 de octubre, respectivamente. Stray Kids dirigió dos conciertos de la gira 5-Star Dome Tour en Seúl, titulados «Seoul Special (Unveil 13)» del 21 al 22 de octubre. Ahí interpretaron por primera vez tres canciones de Rock-Star: «Megaverse», «Blind Spot», «Leave», y la versión en coreano de «Social Path». Las presentaciones en vivo de «Megaverse» y «Leave» fueron publicadas el 26 de octubre. El video mashup del EP fue publicado el 6 de noviembre. Stray Kids presentó el EP a través del video Intro "Rock-Star", publicado el 9 de noviembre.
Una serie de imágenes promocionales fueron publicadas en cuatro series. En el primero, los miembros están vestidos de trajes de estrellas de rock, posando en una ducha repleta de cables de amplificador y discos de vinilo. El segundo muestra a los miembros vestidos de trajes de estilo balletcore, posando frente a una antena parabólica teñida de azul y púrpura. El tercero muestra a los miembros posando junto a estatuas de leones y maniquís de cabezas. El cuarto expresa a los miembros, vistiendo algunos de los mismos looks que llevan en las primeras imágenes promocionales, en una sesión de fotos tipo revista con título rosado y entrevistas que hablan sobre escoger entre «樂» y «rock». El EP fue acompañado de dos videoclips musicales. Para el sencillo principal «Lalalala», publicado junto con el álbum, el video muestra un enfrentamiento de diversas emociones que expresa Stray Kids y un monstruo gigante con apariencia de humo intenta atacar a un grupo de niños de una banda de marcha durante una presentación. El videoclip de «Megaverse», fue publicado el 20 de noviembre, en el que muestra a Stray Kids golpeando y derribando a guardias de seguridad. Cuenta con la actuación de Yoon Seung-hoon. Al final del video, el rapero Tablo, aparece sorpresivamente como un nuevo guardia de seguridad. Para promocionar el EP, Stray Kids interpretó en vivo el sencillo principal en varios programas de música coreanos del 10 al 19 de noviembre: Music Bank, Show! Music Core, Inkigayo, y M Countdown. El 18 de noviembre, Changbin y Felix aparecieron como invitados en el programa Amazing Saturday.

### SKZflix
La serie web SKZflix  fue anunciado por primera vez en el video «Step Out 2022», publicado el 1 de enero de 2022. El adelanto se estrenó el 21 de octubre de 2023, durante el concierto «5-Star Dome Tour "Seoul Special (Unveil 13)». SKZflix fue estrenado el 3 de noviembre e incluye dos canciones de Rock-Star: «Leave» y «Cover Me». La historia comienza con Lee Know, un estudiante universitario con una herida en su cara, asustado por la presencia de Felix; ellos conversan sobre el sueño de convertirse en actor.  Ambos son invitados por Han y Seungmin para protagonizar en el nuevo corto producido por el club de cine universitario para un festival de cine. El corto trata sobre «un mundo paralelo donde el personaje principal viene a encontrarse con sus viejos amigos y luego tiene que regresar». El día del estreno, Lee Know pregunta a los demás por Felix, pero todos no lo pudieron reconocerlo, por lo que Lee Know se dispone a encontrar a Felix, quien ha desaparecido repentinamente. Finalmente, Lee Know va al supermercado y encuentra a Felix, que también lleva una herida.

## Rendimiento comercial
En Corea del Sur, según Hanteo Chart, Rock-Star vendió 1,885,065 copias en la fecha de lanzamiento. El EP debutó en el primer lugar del Circle Album Chart, vendiendo 3,650,904 copias para las ediciones estándar y limitadas y 177,901 copias para la edición Nemo. Rock-Star debutó en el puesto uno en Oricon Albums Chart, el tercero después de The Sound, y Social Path / Super Bowl (Japanese Ver.), vendiendo 128,000 copias en su primera semana. El EP también alcanzó el puesto 2 en Australia, Francia, y Alemania.
En los Estados Unidos, Rock-Star entró al Billboard 200 en el puesto uno, con fecha de 25 de noviembre de 2023, por cuarto álbum consecutivo, convirtiendo a Stray Kids en el primer artista en tener cuatro primeras entradas en las listas debutando en el puesto uno tras Alicia Keys (2001–2007), y One Direction (2012–2014).El EP se convirtió en el vigésimo segundo álbum de habla no inglesa en encabezar la lista, y el sexto en 2023, después de The Name Chapter: Temptation de TXT, Mañana será bonito de Karol G, el mencionado 5-Star, Get Up de NewJeans, y Nadie sabe lo que va a pasar mañana de Bad Bunny. Rock-Star deubtó con 224.000 unidades equivalentes a álbumes, el cual consta de 213,000 ventas de álbumes, y 11,000 álbumes equivalentes a streaming, lo que equivale a 15,68 millones de reproducciones bajo demanda.

## Lista de canciones
Todas las canciones escritas y compuestas por 3Racha (Bang Chan, Changbin y Han), excepto donde se indique. 
| Rock-Star |                                              |                                                      |                                                                                   |            |          |  |
| N.º       | Título                                       | Letras                                               | Música                                                                            | Arreglos   | Duración |  |
| 1.        | «Megaverse»                                  | Bang Chan (3Racha), Changbin (3Racha) y Han (3Racha) | Bang Chan, Changbin, Han y Versachoi                                              | Versachoi  | 3:06     |  |
| 2.        | «Lalalala» (락 (樂))                         | Bang Chan, Changbin y Han                            | Bang Chan, Changbin, Han, Versachoi, Kevin Gomringer, Tim Gomringer y Luis Bacque | Versachoi  | 3:02     |  |
| 3.        | «Blind Spot» (사각지대)                      | Bang Chan, Changbin y Han                            | Bang Chan, Changbin, Han y Willie Weeks                                           | Weeks      | 3:21     |  |
| 4.        | «Comflex»                                    | Bang Chan, Changbin y Han                            | Bang Chan, Changbin, Han y Millionboy                                             | Millionboy | 2:52     |  |
| 5.        | «Cover Me» (가려줘)                          | Hyunjin y Bang Chan                                  | Hyunjin, Bang Chan y Nickko Young                                                 | Bang Chan  | 3:11     |  |
| 6.        | «Leave»                                      | Bang Chan y Changbin                                 | Bang Chan, Changbin y Jun2                                                        | Jun2       | 3:39     |  |
| 7.        | «Social Path» (con LiSA; versión en coreano) | Bang Chan, Changbin y Han                            | Bang Chan, Changbin, Han y Versachoi                                              | Versachoi  | 3:17     |  |
| 8.        | «Lalalala» (versión rock)                    | Bang Chan, Changbin y Han                            | Bang Chan, Changbin, Han, Versachoi, K. Gomringer, T. Gomringer y Bacque          | Versachoi  | 3:08     |  |
| 25:27     |                                              |                                                      |                                                                                   |            |          |  |

Notas
- Los títulos de los temas «Megaverse», «Lalalala», «Blind Spot» y «Comflex» están estilizados en mayúsculas.

## Créditos y personal
Músicos
- Stray Kids – voz principal (todos los temas), coros (2, 7–8)
  - Bang Chan (3Racha) – corista (1, 3–6), instrumentación (1–2, 5–6), programación por ordenador (6)
  - Changbin (3Racha) – corista (1, 4)
  - Han (3Racha) – corista (1, 3–4)
- Versachoi – instrumentación (1–2, 7), programación (1–2, 7), sintetizador (7), teclado (7)
- Cubeatz – instrumentación (2)
- Willie Weeks – instrumentación (3), programación (3)
- Millionboy – sintetizador (4), baterías (4), bajo eléctrico (4), programación (4)
- Nickko Young – instrumentación (5), guitarra (6–8)
- Jun2 – programación (6)
- Lee Jae-myung – bajo eléctrico (8)

Técnicos
- Lee Kyeong-won – edición digital (todos los temas)
- Goo Hye-jin – grabación (1–2, 4–8)
- Bang Chan (3Racha) – grabación (1, 4)
- Lim Chan-mi – grabación (3)
- Yoon Won-kwon – mezclas (1, 3, 6)
- Lee Tae-sub – mezclas (2, 5, 8)
- Stay Tuned – mezclas (4)
- Curtis Douglas – mezclas (7)
- Kwon Nam-woo – masterización (1, 3–6)
- Dave Kutch – masterización (2, 8)
- Chris Gehringer – masterización (7)
- Shin Bong-won – mezcla en Dolby Atmos (todos los temas)
  - Park Nam-joon – asistente

Ubicaciones
- JYP Publishing (KOMCA) – editora musical original (todos los temas), sub-editora (todos los temas)
- Songs of Universal, Inc. (BMI) – editora musical original (2, 8), sub-editora (2, 8)
- InnerV8 Musiq – editora musical original (3)
- Beyond Love – sub-editora (3)
- Copyright Control – editora musical original (4–5, 8), sub-editora (4–5, 8)
- JYPE Studios – grabación (todos los temas), mezcla (2, 5, 8)
- Chan's "Room" – grabación (1, 4)
- MadMiiX – mezcla (1, 3, 6)
- Stay Tuned Studio – mezcla (4)
- 821 Sound Mastering – masterización (1, 3–6)
- The Mastering Palace – masterización (2, 8)
- Sterling Sound – masterización (7)
- GLAB Studios – mezcla en Dolby Atmos (todos los temas)

## Posicionamiento en listas
| Listas (2023)                        | Mejor posición |
| ------------------------------------ | -------------- |
| Australia (ARIA)                     | 2              |
| Austria (Ö3 Austria)                 | 1              |
| Bélgica (Ultratop flamenca)          | 6              |
| Bélgica (Ultratop valona)            | 2              |
| Canadá (Billboard Canadian Albums)   | 21             |
| Países Bajos (Album Top 100)         | 12             |
| Finlandia (Suomen Virallinen Lista)  | 15             |
| Francia (SNEP)                       | 2              |
| Alemania (Offizielle Top 100)        | 2              |
| Grecia (IFPI)                        | 4              |
| Italia (FIMI)                        | 7              |
| Japón (Oricon)                       | 1              |
| Japón - Combined Albums (Oricon)     | 15             |
| Japón - Hot Albums (Billboard Japan) | 9              |
| Hungría (MAHASZ)                     | 1              |
| Lituania (AGATA)                     | 3              |
| Nueva Zelanda (RMNZ)                 | 11             |
| Noruega (VG-lista)                   | 12             |
| Polonia (ZPAV)                       | 1              |
| Corea del Sur (Circle)               | 1              |
| España (PROMUSICAE)                  | 6              |
| Suecia (Sverigetopplistan)           | 31             |
| Suiza (Schweizer Hitparade)          | 4              |
| Reino Unido (UK Albums Chart)        | 69             |
| Reino Unido (UK Independent Albums)  | 16             |
| Estados Unidos (Billboard 200)       | 1              |
| Estados Unidos (World Albums)        | 1              |

## Historial de lanzamientos
| Región         | Fecha                   | Formato                          | Versión             | Discográfica   | Ref.   |
| -------------- | ----------------------- | -------------------------------- | ------------------- | -------------- | ------ |
| Varios         | 10 de noviembre de 2023 | CD, descarga digital y streaming | Limitada y estándar | JYP y Republic | [ 85 ] |
| Corea del Sur  | 10 de noviembre de 2023 | Nemo                             | Nemo                | JYP y Republic | [ 86 ] |
| Estados Unidos | 15 de noviembre de 2023 | Descarga digital                 | Digital exclusiva   | JYP y Republic | [ 87 ] |